# Enzo Guerrero
Enzo Francisco Guerrero Segovia (Andacollo, 13 giugno 1991) è un calciatore cileno, centrocampista del Ñublense.

## Carriera
Ha giocato nella prima divisione cilena.

## Palmarès

### Club

#### Competizioni nazionali
- Copa Chile: 1

Palestino: 2018